# والتر نوريس
والتر نوريس (بالإنجليزية: Walter Norris)‏ هو عازف جاز وعازف بيانو وملحن أمريكي، ولد في 27 ديسمبر 1931 في ليتل روك في الولايات المتحدة، وتوفي في 29 أكتوبر 2011.

## وصلات خارجية
- والتر نوريس على موقع ميوزك برينز (الإنجليزية)
- والتر نوريس على موقع أول ميوزيك (الإنجليزية)
- والتر نوريس على موقع ديسكوغز (الإنجليزية)